# Alphonse Rabbe
Alphonse Rabbe (* 18. Juli 1784 in Riez; † 31. Dezember 1829 in Paris) war ein französischer Historiker, Journalist, Kritiker und Autor.

## Leben
Die familiären Lebensumstände des aus Riez, heute im Département Alpes-de-Haute-Provence gelegen, stammenden Alphonse Rabbe sind nicht bekannt. Die früheren Biographien Rabbes nennen das Geburtsjahr 1786. In seiner Dissertation von 1969 belegt Lucienne de Wieclawik den 18. Juli 1784 als Geburtsdatum. Neben einem Jurastudium in der Provence interessierte sich Alphonse Rabbe für die darstellenden Künste. 1802 hospitierte Rabbe in Pariser Malerateliers, darunter bei David. Als Mitautor und Redakteur trat Rabbe erstmals 1808 bei der Veröffentlichung der Reisebeschreibungen des Diplomaten und Autors Graf Alexandre de Laborde (1773–1842) in Erscheinung. 1812 trat Rabbe für zwei Jahre in die französische Militärverwaltung in Spanien ein und infizierte sich in dieser Zeit bei einer sich prostituierenden „Zigeunerin“ an der Lues. Zurückgekehrt nach Marseille nahm Rabbe publizistisch Partei für die Restauration. Mit der politischen Entwicklung und dem eigenen Fortkommen unzufrieden, wechselte Rabbe in das republikanisch-liberale Lager und begründete die kurzlebige liberal-schöngeistige Zeitschrift Le Phocéen.
Ab den 1820er Jahren wirkte Alphonse Rabbe als vielbeachteter Journalist, Historiker und Kritiker in Paris. Seine historischen Werke wurden frühzeitig ins Deutsche, Spanische und Englische übersetzt. Rabbe wird aufgrund seiner tief pessimistischen Essays, die die Selbstzerstörung und den Selbstmord rechtfertigten, zum Kreis der „Frenetischen Romantiker“ gezählt. Sein heute allein bekanntes Werk, das „Tagebuch eines Pessimisten“ wurde postum 1835 von seinem Neffen Léon Rabbe herausgegeben. Das Manuskript eines unveröffentlichten Romans La sœur grise wurde nach der Angabe Rabbes gestohlen und ist verschollen.
Rabbe war ungut beleumundet. Er galt infolge der Komplikationen der Lues als schwer dem Opium verfallen. Seine äußere Erscheinung war zuletzt durch die Lues im Tertiärstadium entstellt. Dumas beschrieb sein Antlitz: „als hätte ihm ein Tiger das Gesicht zerfleischt“. Hugo verglich seine Zähne mit Kohlen. Nachdem Rabbe am 11. Mai 1828 seine Haushälterin und Geliebte Adélaïde-Ambroisine Poiré (1804–1828) an der Schwindsucht und endlich auch noch seinen Hund verloren hatte, starb er in der Silvesternacht 1829, oder wie andere zu wissen glauben, am frühen Neujahrsmorgen 1830 vermutlich an einer Überdosis Laudanum. Nach Adèle Hugo hatte Rabbe versehentlich eine Überdosis Laudanum einer schmerzstillenden Gesichtsmaske zugesetzt. Die Selbstmordannahme geht in erster Linie auf die schriftlichen Einlassungen Rabbes zum Selbstmord „wie man ein verrauchtes Zimmer verlässt“ zurück und wird daher kontrovers diskutiert.

## Werke
- Vorwort der Voyage pittoresque en Espagne, erschienen 1808 und Mitarbeit bei der Voyage pittoresque en Autriche erschienen 1821-1821 von Alexandre de Laborde
- Précis d’histoire de la Russie, 1812
- Les Conspirateurs à Rome et les conspirateurs à Paris, parallèle historique, pour servir à l’éclaircissement d’une grande question en 1815, par R.-A. des Basses-Alpes, J.-F. Achard, Marseille, 1815, VII, 8°, 63 S.
- Seconde et dernière Massénaire, servant de réplique au Mémoire justificatif du prince d’Essling, maréchal Masséna, A. Ricard, Marseille, 1816, 8°, 52 S.
- Lettre sur l’utilité des journaux politiques publiée dans les départemens, et par occasion sur celui qui pourrait exister à Marseille ; suivie d’un mot sur les missionnaires, Brissot-Thivars, Paris, 1820, 8°, 38 S.
- De l’usage des couronnes donatives, civiles et militaires chez les anciens, et de l’excellence des couronnes civiques, Plancher, Paris, 1823, 8°, 80 S.
- Résumé de l’histoire d’Espagne, depuis la conquête des Romains jusqu’à la révolution de l’île de Léon, Lecointe et Durey, Paris, 1823, 8°, XXIV, 512 S, Deutsche Ausgabe in drei Bänden, übersetzt von Heinrich Adolph Schümberg, Hilscher, Dresden, 1826
- Résumé de l’histoire de Portugal : depuis les premiers temps de la monarchie jusqu’en 1823, Lecointe, Paris, 1824
- Résumé de l’histoire de Russie depuis l’établissement de Rourik et des Scandinaves jusqu’à nos jours, par Alphonse Rabbe, Lecointe et Durey, Paris, 1825, 12°, XXIV, 740 S.
- Histoire d’Alexandre Ier, empereur de toutes les Russies, et des principaux événemens de son règne, Treuttel et Würtz, Paris, 1826, 8°, 2 Bände
- Notice sur Benjamin Constant : extraite de la Biographie universelle et portative des contemporains, Au bureau de la Biographie des contemporains, Paris, 8°, 41 S.
- Notice sur la vie politique et les travaux parlementaires de M. G. Canning, extraite de la Biographie universelle des contemporains, et suivie de réflexions sur son système politique, par Alph. Rabbe, Aucher-Éloy et compagnie, Paris, 1827, 8°, 69 S.
- Notice sur Jacques-Louis David, par l’auteur de la notice sur Canning, Au bureau de la Biographie des contemporains, Paris, 8°, 12 S.
- Album d’un pessimiste, variétés littéraires, politiques, morales et philosophiques. Oeuvres posthumes d’Alphonse Rabbe, Précédé d’une pièce de vers par Victor Hugo et d’une notice biographique par L. F. L’Héritier; publié par le neveu de l’auteur (Léon Rabbe). Dumont, Paris, 1835 (recte 1836)

## Aktuelle Ausgaben
- Fünf Prosagedichte aus dem Album eines Pessimisten. Übersetzt und kommentiert von Joachim Schultz. in: Akzente 53, Nr. 3, C. Hanser, München, 2006
- Joachim Schultz (Hg.): Aus dem Tagebuch eines Pessimisten; ein immerwährender Kalender, in: Weiße Hefte, Ed. Schultz & Stellmacher, Bayreuth, 2004, 28 S.
- Edouard Roditi, Jacques-Remi Dahan (Hg.): Album d’un pessimiste, J. Corti, Paris, 1991, 357 S.